# Richelle Ryan
Richelle Ryan (Rochester, 11 luglio 1985) è un'attrice pornografica statunitense.

## Biografia
Richelle Ryan è nata nel luglio 1985 a Rochester, nello stato di New York, in una famiglia di origine inglese. Ha vissuto a Richmond, in Virginia, dove ha lavorato come spogliarellista al Paper Moon Club, guadagnandosi il denaro necessario per sottoporsi a un intervento di mastoplastica additiva. In seguito, si è trasferita a Los Angeles per lavorare prima come modella e poi come attrice pornografica, esordendo nel cinema pornografico nel 2006, all'età di 21 anni.
Ha esordito nel mondo della pornografia proprio il giorno del suo ventunesimo compleanno, ovvero l'undici luglio 2006, e ha dichiarato che la parte preferita del suo corpo è il suo seno.

## Filmografia
- Bachelor Party Fuckfest 1 (2006)
- Smorgaswhores (2006)
- Big Booty Babe's (2007)
- Curvy Pervy Girls (2007)
- Secret Passions (2007)
- Busty Beauties: Boat Ride (2008)
- Porn Week: Los Angeles Vacation (2008)
- RPM XXXtreme Crotch Rockets (2008)
- White Booty Lovers (2009)
- Wife Switch 7 (2009)
- Young Mommies Who Love Pussy 6 (2009)
- Big Boobed Babes (2010)
- Monster Tits 5 (2010)
- Big Bouncing Boobies (2011)
- Supertits (2011)
- Baby Got Boobs 8 (2012)
- My Stepmother Took My Pussy (2012)
- Big Cock Experience (2013)
- Busty Heavenly Babes (2013)
- MILF Soup 26 (2013)
- Big Tits and Blowjobs 4 (2014)
- Blowjob Winner 19 (2014)
- Titty Creampies 7 (2014)
- Big Booty Bad Bitches 2 (2015)
- Big Tits in Uniform 15 (2015)
- American Daydreams 18 (2016)
- White Booty Worship 3 (2016)
- Big Tit Teachers (2017)
- Seduced By a Cougar 47 (2017)
- Boober (2018)
- Massage Me Now (2018)
- Squirting MILFs (2018)
- All Star Moms 2 (2019)
- Family Cums First: POV Blowjobs (2019)
- Seduced By A Cougar 54 (2019)
- Big Gulp Girls 7 (2020)
- Tonight's Girlfriend 87 (2020)
- Cougar Sightings 5 (2021)
- Seduced by a Busty Cougar (2021)
- Dirty Masseur 25 (2022)
- Seduced By A Cougar 63 (2022)
- Sneaky Sex 28 (2022)
- Busty Moms 4 (2023)
- Dirty Wives Club 39 (2023)
- Couples Seeking Teens 23 (2024)
- Tonight's Girlfriend 130 (2024)
- Lapdance For Mom (2025)
- Naughty Office 105 (2025)